# Rathaus Żary

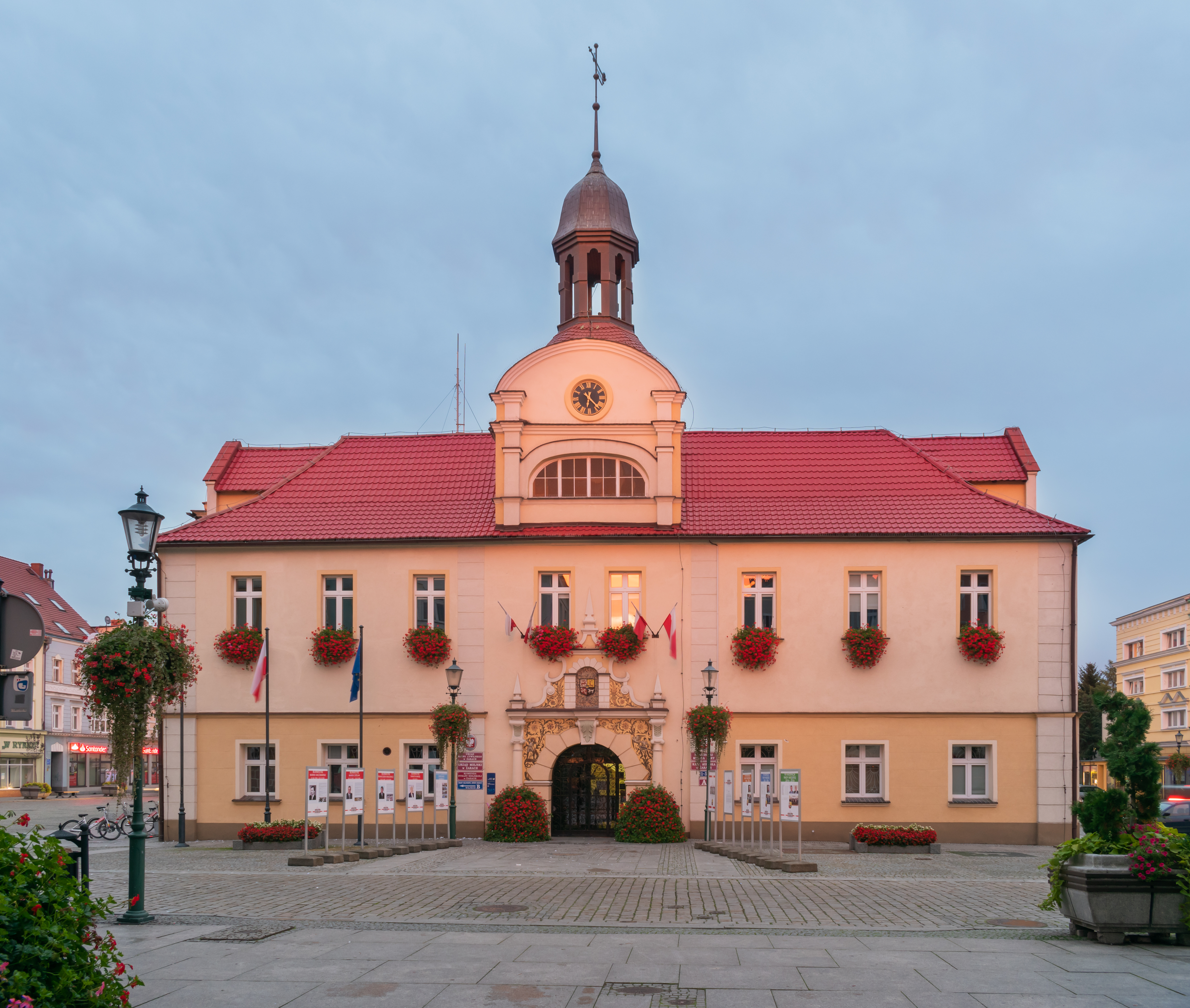
Rathaus Żary

Das Rathaus Żary (polnisch Ratusz Żary) ist ein mittelalterliches rechteckiges Rathaus und ein Baudenkmal in der polnischen Stadt Żary. Es zählt zu den Repräsentationsbauten der Stadt.

## Geschichte
Das frei stehende Rathaus wurde in der ersten Hälfte des 14. Jahrhunderts mitten auf dem Marktplatz errichtet und ist Sitz der Stadtverwaltung. Nach dem Bau des Rathauses wurde es mehrfach umgebaut und modernisiert. Die Form, wie das Rathaus heute ist, bekam es nach den Bränden in den Jahren 1523, 1684 und 1690. Ende des 14. Jahrhunderts kam es ein zweigeschossiger Tuchhallenbau angebaut, der sich von Süden her an das Rathaus anschloss und die Form des Buchstabens T bildete. Der Turm wurde im 15. Jahrhundert an das Rathaus angebaut. Im Jahr 1617 verursachte der Brand erhebliche Schäden am Gebäude. Nach dem Brand wurde der Westflügel mit dem erhaltenen Turm wieder aufgebaut. Der Eingang an der Westfassade erhielt ein dekoratives Portal. Der südliche Teil des Rathauses wurde durch den Brand im Jahr 1690 zerstört. Dieses Fragment wurde später einer gründlichen Rekonstruktion unterzogen. Zehn Jahre nach dem Brand wurde der hölzerne Rathausturm durch einen Gemauerten ersetzt. Im 19. Jahrhundert wurden bedeutende Umbauten durchgeführt. Zwischen Jahren 1830 und 1845 wurden die Arkaden zugemauert und die Bauherrenhäuser in den Grundriss des Rathauses einbezogen. Zudem kam es in den Jahren 1860, 1920 und 1926 zu weiteren Umbauten, die aber innen im Rathauses stattfanden. Durch den Umbau verlor es seinen stilvollen, von der Renaissance geprägten Charakter. Im Zweiten Weltkrieg wurde das Rathaus teilweise beschädigt. Das Gebäude ging nach Kriegsende in den Besitz der Gemeinde über. Zwischen 1961 und 1966 begangen die Renovierungsarbeiten. Nur geringfügige Arbeiten wurden in der Nachkriegszeit am Gebäude durchgeführt. Viele Jahre später wurde das Gebäude im Jahr 1997 einer umfassenden Fassadenrenovierung unterzogen. Die letzte Renovierung fand im Jahr 2010 statt; dabei wurde das Innere des Gebäudes renoviert und die Dacheindeckung erneuert. Zudem gab es keine größeren Veränderungen am Gebäude.

## Beschreibung
Das Gebäude des Rathauses steht auf einem großen Grundstück, die Fassade ist nach Westen ausgerichtet und besteht aus mehreren aneinandergrenzenden Rechtecken. Die zweistöckigen Flügel bestehen aus einem westlichen und südlichen Teil und der vierstöckige Flügel besteht aus einem nördlichen und östlichen Teil. Der vierseitige Turm liegt im südwestlichen Teil des Gebäudes. Bebaut wurde das Gebäude aus Ziegeln und die Wände sind beidseitig verputzt und wurden teilweise unterkellert. Jedes Teil des Gebäudes ist mit einem separaten Satteldach gedeckt und mit Metallziegeln gedeckt. Der vierseitige Rathausturm wurde mit Kuppelkuppel bedeckt. Die vordere westliche Fassade befindet sich ein erhaltenes Renaissance-Eingangsportal mit einem dekorativen Mosaik aus dem Jahr 1929. Die Fassade hat verschiedene architektonische Details. Zudem sind die Fassaden unter anderem geschmückt mit rustizierten Lisenen, Gesimse und Rahmen. Im nördlichen und östlichen Teil sind die Ecken durch Böschungen verstärkt. Jedes Stockwerk hat rechteckige Fensteröffnungen, die durchbrochen sind. Die Erdgeschossräume haben Renaissance- und Barockgewölbe – Kreuz- und Tonnengewölbe mit Lünetten, die erhalten geblieben sind. Der Körper der Anlage ist alles im Originalzustand geblieben, ohne nennenswerte Veränderungen.